# لويس داجير
لويس جاك ماندي داجير (بالفرنسية: Louis Daguerre)‏ هو فنان وكيميائي فرنسي (18 نوفمبر 1787 - 10 يوليو 1851). أبرز أعماله كانت تعاونه مع المخترع جوزيف نيبس على تطوير التصوير الفوتوغرافي. وقد اخترع طريقة قديمة في التصوير الفوتوغرافي عرفت بالداجيروتايب.
ولد سنة 1787 في مدينة كورجي شمال فرنسا، وقد بدأ حياته رساماً، وفي الثلاثين من عمره اخترع طريقة لعرض اللوحات الفنية مستخدماً أسلوباً معيناً في الإضاءة، وعندما كان مشغولاً بهذا الفن حاول أن يجد طريقة لنقل مناظر الطبيعية بصورة آلية - أي تصويرها وليس رسمها. جاءت محاولاته الأولى من أجل اختراع كاميرا فاشلة تماماً، وفي سنة 1827 التقى برجل آخر وهو جوزيف نيبس. وكان يحاول اختراع كاميرا. وقد وفق في ذلك إلى حد ما.
بعد ذلك بسنوات قرر الاثنان أن يعملا معاً. وفي سنة 1833 توفي نيبس، ولكن أصر داجير على أن يمضي في محاولاته، وفي سنة 1837 نجح داجير في ابتداع نظام عملي للتصوير الفوتوغرافي. وقد أطلق عليه اسم نظام داجير.
وفي سنة 1839 قام بعرض محاولاته علناً دون أن يسجل اختراعه هذا، وفي مقابل ذلك قررت الحكومة الفرنسية معاشاً سنوياً لداجير وابن نيبس، وقد أدى اختراع داجير هذا إلى اهتمام عالمي. ونظر الناس إلى داجير على أنه بطل العصر، وأغرقوه بألقاب الشرف، وأقيمت له حفلات التكريم في كل مكان، وبعد ذلك اعتزل داجير الحياة العلمية. وتوفي سنة 1851 بالقرب من باريس حيث يوجد نصب تذكاري على قبره.

## السيرة الذاتية
ولد لويس داجير في كورميز أون باريس في فال دواز، فرنسا. تدرب في الهندسة المعمارية والتصميم المسرحي والرسم البانورامي على يد بيير بريفوست، أول رسام بانورامي فرنسي. أصبح بارعًا للغاية في الخدع المسرحية (المؤثرات الخاصة)، وأصبح مصممًا مسرحيًا مشهورًا، وبعد ذلك بدأ بتصميم الديوراما، الذي افتتح في باريس في يوليو عام 1822.
في عام 1829، تعاون داجير مع نيسيفور نييبس، المخترع الذي صنع أول هليوغراف في العالم في عام 1822 وتنسب إليه أقدم صورة فوتوغرافية باقية للكاميرا في عام 1826 أو 1827. توفي نييبس فجأة في عام 1833، لكن داجير استمر بالتجارب، وطور العملية التي عرفت لاحقًا باسم داجيروتايب. بعد فشل جهوده المبذولة لإثارة اهتمام المستثمرين من القطاع الخاص، أعلن داجير عن اختراعه في عام 1839. في اجتماع مشترك بين الأكاديمية الفرنسية للعلوم وأكاديمية الفنون الجميلة في 7 يناير من ذلك العام، صدر إعلان عن الاختراع ووُصف بشكل عام، لكن أُخفيت جميع التفاصيل المحددة. بموجب ضمانات السرية التامة، أوضح داجير العملية وأظهرها فقط لسكرتير الأكاديمية الدائم فرانسوا أراغو، الذي أثبت أنه مناصر قيّم. سُمح لأعضاء الأكاديمية وغيرهم من الأفراد المختارين بفحص العينات في استوديو داجير. وُصفت الصور بأنها عجائبية، وانتشرت بسرعة أنباء عن عملية داجيروتايب. اتُخذت الإجراءات اللازمة لحصول الحكومة الفرنسية على حقوق داجير مقابل حصوله على معاشات تقاعدية مدى الحياة لنفسه ولإيزيدور ابن نييبس؛ ثم في 19 أغسطس عام 1839، قدمت الحكومة الفرنسية الاختراع كهدية من فرنسا «مجانية للعالم»، ونُشرت تعليمات العمل بشكل كامل. في عام 1839، انتُخب في الأكاديمية الوطنية للتصميم كأكاديمي فخري.
توفي داجير بنوبة قلبية، في 10 يوليو عام 1851 في براي سور مارن، على بعد 12 كم (7 ميل) من باريس. يوجد نصب تذكاري له هناك.
اسم داجير هو أحد الأسماء الـ 72 المنقوشة في برج إيفل.

## تطور الداجيروتايب
في منتصف العشرينيات من القرن التاسع عشر، قبل تعاونه مع داجير، استخدم نيبيس طبقة من بيتومين يهودا لصنع أول صور فوتوغرافية للكاميرا. قام بتصليب البيتومين بتعريضه للضوء ثم أزال الجزء غير الصلب باستخدام مذيب. كانت فترة التعريض اللازمة تدوم لساعات أو أيام. عمل نييبس وداجير في وقت لاحق لتحسين هذه العملية، لكن بقيت هناك الحاجة إلى عملية تعريض طويلة بشكل غير مقبول.
بعد وفاة نيبيس في عام 1833، ركز داجير انتباهه على الخصائص الحساسة للضوء لأملاح الفضة، والتي سبق أن أظهرها يوهان هاينريش شولز وآخرون. في العملية التي سميت في النهاية داجيروتايب، عرّض صفيحة نحاسية رفيعة مطلية بالفضة للبخار المنبعث من بلورات اليود، فنتجت طبقة من يوديد الفضة الحساسة للضوء على السطح. ثم تعرضت الصفيحة ضمن الكاميرا. في البداية، تطلبت هذه العملية أيضًا تعريضًا طويلًا للغاية لإنتاج صورة واضحة، ولكن  داجير اكتشف اكتشافًا هامًا وهو أن صورة «كامنة» باهتة غير مرئية صُنعت بفترة تعريض أقصر بكثير يمكن أن «تتحمض» كيميائيًا لتصبح صورة مرئية.
تُحمض الصورة الكامنة على صفيحة داجيروتايب عن طريق تعريضها للبخار المنطلق من الزئبق بعد تسخينه إلى 75 درجة مئوية. ثم «تُثبت» الصورة المرئية الناتجة (تصبح غير حساسة إذا تعرضت لمزيد للضوء) عن طريق إزالة يوديد الفضة غير المتأثر بالماء المالح المركز والساخن. في وقت لاحق، استُخدم محلول «هيبو» الأكثر فعالية (الهيبوسلفيت من الصودا، المعروف الآن باسم ثيوكبريتات الصوديوم) بدلاً من ذلك.
تظهر الصفيحة الناتجة صورة دقيقة للمشهد. تُعكس الصورة أفقياً -كما تكون الصور في المرايا- ما لم تُستخدم مرآة أو موشور مقلوب أثناء التعريض لقلب الصورة. لكي تتوضح الصورة على النحو الأمثل، تجب إضاءتها بزاوية معينة وعرضها حتى تعكس الأجزاء الملساء من سطحها الذي يبدي انعكاسًا مرآويًا. تمثل الأجزاء المظلمة في الصورة شيئًا مظلمًا أو مضاءً بشكل خافت. كان السطح عرضة للتلوث بسبب التعرض المطول للهواء وكان لينًا للغاية بحيث يمكن تخريبه بأدنى احتكاك، لذلك كانت تغطى صورة الداجيروتايب دائمًا تحت الزجاج قبل تأطيرها (كما هو شائع في فرنسا) أو تُثبت في إطار صغير قابل للطي (كما كان شائعًا في المملكة المتحدة والولايات المتحدة).

## المنافسة مع  تالبوت

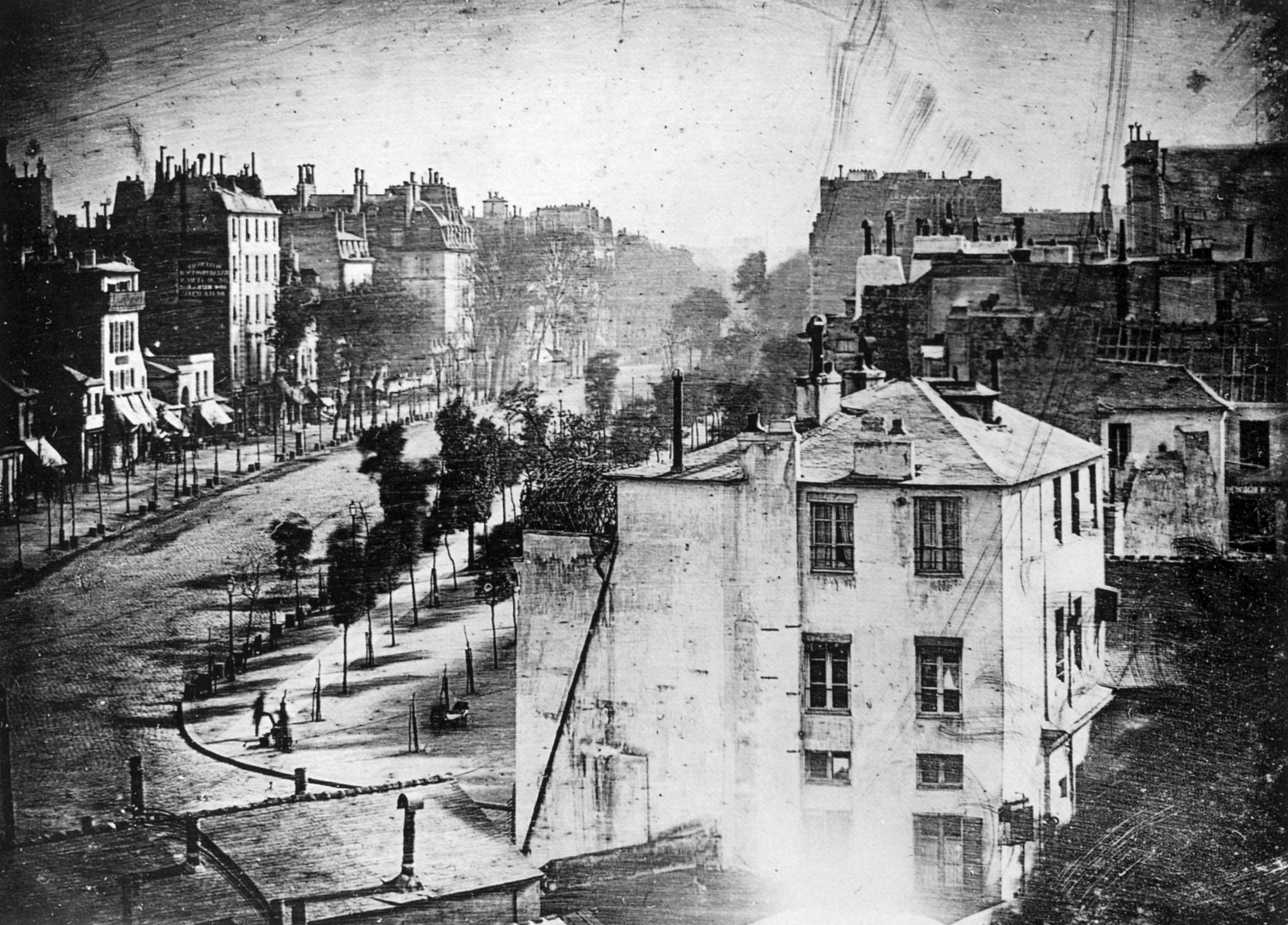
أول صورة لشخص (يظهر في أسفل يسار الصورة واقفاً في انتظار تلميع حذائه). الصورة التقطها لويس داجير أواخر عام 1838 أو أوائل 1839

دون علم كلا المخترعين، تزامن عمل داجير التنموي في منتصف ثلاثينيات القرن التاسع عشر مع التجارب الفوتوغرافية التي أجراها هنري فوكس تالبوت في إنجلترا. نجح تالبوت في إنتاج «ورقة حساسة» مشربة بكلوريد الفضة والتقط صور كاميرا صغيرة عليها في صيف عام 1835، على الرغم من أنه لم يعلن عن اكتشافه حتى يناير عام 1839. لم يكن تالبوت على علم بأن شريك داجير الراحل نييبس صنع صور كاميرا صغيرة مماثلة على الورق المطلي بكلوريد الفضة قبل عشرين عامًا تقريبًا. لم يستطع نييبس إيجاد طريقة لمنعها من أن تصبح مظلمة بالكامل عند تعرضها للضوء أثناء العرض، بالتالي امتنع عن استخدام أملاح الفضة وجرب مواد أخرى مثل البيتومين. ثبت تالبوت صوره كيميائياً لتتحمل العرض اللاحق في ضوء النهار من خلال معالجتها بمحلول مركز من الماء المالح.
عندما وصلت التقارير الأولى لإعلان أكاديمية العلوم الفرنسية عن اختراع داجير إلى تالبوت، دون أي تفاصيل حول الطبيعة الدقيقة للصور أو حول العملية نفسها، افترض أن الطريقة المستخدمة كانت مشابهة لطريقته، وكتب على الفور رسالة مفتوحة إلى الأكاديمية مدعيًا الأسبقية بالاختراع. على الرغم من أنه سرعان ما توضح أن عملية داجير كانت مختلفة تمامًا عن تجربته، إلا أن تالبوت تحفز لاستئناف تجاربه الفوتوغرافية التي توقفت منذ فترة طويلة. تتطلب صور عملية داجيروتايب المحمضة تعريضًا كافيًا فقط لإنشاء صورة كامنة باهتة جدًا أو غير مرئية تمامًا ثم تُحمض كيميائيًا لكي تصبح مرئية بشكل كامل. كانت عملية «الورق الحساس» السابقة لـ تالبوت (والمعروفة الآن باسم «الورق المملح») عبارة عن عملية طباعة تتطلب التعريض لفترات طويلة في الكاميرا حتى تكون الصورة كاملة، لكن عملية الصور السالبة التي اكتشفها في وقت لاحق (المعروفة أيضًا باسم تابوتايب) والتي قدمها في عام 1841، استخدمت أيضًا تحميض الصور الكامنة، ما قلل بشكل كبير من التعريض المطلوب، وجعلها منافسة لعملية الداجيروتايب.
تقدم وكيل داجير، مايلز بيري، بطلب للحصول على براءة اختراع بريطانية قبل أيام فقط من إعلان فرنسا عن الاختراع «المجاني للعالم». وبهذا حُرمت بريطانيا العظمى بشكل فريد من هدية فرنسا المجانية، وأصبحت الدولة الوحيدة التي يلزم فيها دفع رسوم الترخيص. وأدى ذلك إلى منع انتشار العملية هناك، وإلى الميزة النهائية التي تمثلت بالعمليات المنافسة التي صدرت لاحقًا. كان أنطوان كلوديت أحد الأشخاص القلائل المرخص لهم قانونيًا باستخدام عملية الداجيروتايب في بريطانيا. كان معاش داجير التقاعدي متواضعًا نسبيًا -بالكاد يكفي لإعالة شخص من الطبقة الوسطى- ومن الواضح أن هذه «المخالفة» البريطانية مرت دون عواقب سلبية أو تعليقات كثيرة خارج المملكة المتحدة.

## روابط خارجية
- لويس داجير على موقع الموسوعة البريطانية (الإنجليزية)
- لويس داجير على موقع الموسوعة البريطانية (الإنجليزية)
- لويس داجير على موقع ميوزك برينز (الإنجليزية)
- لويس داجير على موقع إن إن دي بي (الإنجليزية)

## وصلات خارجية
- قوقل تحتفل في ذكرى ميلاد لويس داجير